# 中国国民党革命委员会 (南昌起义)
南昌暴動前后，中国国民党革命委员会曾作为政治团体短暂存在，由中共中央实际领导。1927年南昌起义后，以谭平山为首的部分中国国民党中央委员，在南昌召开了“国民党中央委员及各省区特别市和海外各党部代表联席会议”，通过了《中央委员宣言》，成立了该组织。
在中共部队撤离南昌，南下广东途中到达长汀时，革命委员会决定沿用国民政府的名义对外，并以谭平山为国民政府委员长，陈友仁、顾顺章、王荷波、苏兆征等为国民政府常务委员。
9月24日，中共部队到达汕头后，决定正式成立国民政府，并决定由谭平山任国民政府主席。25日张太雷到达汕头，提出反对此前的决定，并即于第二天召开南方局会议，决定暂不发表国民政府名单。此事搁置，随后形势恶化而终不成事。10月4日，周恩来在流沙的一座小庙召开了一次中共中央紧急会议，并宣布说，“现在我们奉中央命令，我们共产党，不再用中国国民党这面旗帜了，将在苏维埃旗帜之下，单独地干下去；现在中国国民党革命委员会，事实上已不存在了。”至此，该组织正式解散。

## 组织
1927年8月1日，在南昌《民国日报》刊载的宣言中，中国国民党革命委员会公告了其组成人员：
- 委员：贺龙、经亨颐、何香凝、朱晖日、黄琪翔、张曙时、徐特立、宋庆龄、于右任、郭沫若、陈友仁、张发奎、邓演达、谭平山、恽代英、林祖涵、吴玉章、彭泽民、张国焘、李立三、周恩来、叶挺、彭湃、江浩、苏兆征
- 主席团成员：邓演达、宋庆龄、谭平山、张发奎、恽代英、贺龙、郭沫若
- 主席团主席：谭平山
- 秘书长：吴玉章

除此之外，該組織下设以张国焘为主席的农工委员会，以恽代英为主席的宣传委员会，以林祖涵为主席的财政委员会，以张曙时为主席的党务委员会，以李立三为处长的政治保卫处。但其中，宋庆龄、何香凝、于右任、邓演达、经亨颐、黄琪翔、张发奎等人实际上并不在南昌，只是被该组织借用其名字。